# Eugenio Pazzaglia
Eugenio Pazzaglia (Tuoro sul Trasimeno, 29 dicembre 1948 – Roma, 3 novembre 2021) è stato un calciatore italiano, di ruolo attaccante.

## Carriera
Ha iniziato la carriera in Serie C nel Fano, con cui tra il 1968 ed il 1970 ha segnato complessivamente 8 reti in 25 partite di campionato; nella stagione 1970-1971 ha giocato in Serie B nel Pisa, con cui ha siglato complessivamente 3 gol in 30 partite. In seguito ha militato in Serie D con Civitavecchia e Cortona, segnando rispettivamente 13 e 14 reti in due stagioni consecutive.
Arriva al Siena nella stagione 1974-1975, nella quale segna 4 gol in 26 partite nel campionato di Serie D; l'anno seguente con i suoi 18 gol in 30 presenze contribuisce alla vittoria del torneo e alla conseguente promozione in Serie C, campionato in cui Pazzaglia nella stagione 1976-1977 segna 5 reti in 30 match. Nonostante i suoi 10 gol in 30 presenze nell'annata 1977-1978 la squadra senese chiude al 13º posto in classifica, venendo assegnata al nascente campionato di Serie C2; Pazzaglia rimane con i bianconeri anche dopo la retrocessione, e nel torneo 1978-1979 mette a segno 14 reti in 26 partite. La sua ultima stagione a Siena è quella del 1979-1980, nella quale Pazzaglia va in gol 6 volte in 24 match, per un totale di 166 presenze e 57 gol con il Siena, che fanno di lui il miglior marcatore di sempre della squadra toscana.

## Palmarès

### Club

#### Competizioni nazionali
- Serie D: 1

Siena: 1975-1976 (girone E)